# TV Claret
A TV Claret é uma emissora de televisão brasileira sediada em Rio Claro, cidade do estado de São Paulo, que opera no canal 45 UHF digital e é afiliada à Rede Século 21 e à TV Brasil. A emissora pertence à Rede Claret de Comunicação, grupo mantido pela congregação dos Missionários Claretianos do Brasil, que também controla a Claretiana FM. A estação foi inaugurada em 7 de setembro de 1990 como TV Rio Claro, sendo projetada pelo professor Aldo Zottarelli Júnior para a Sociedade Rio-clarense de Ensino, e teve seu controle repassado aos Claretianos em 1996, que criaram sua divisão midiática para administrá-la em 2006, ano em que adotou o atual nome.

## História
A concessão para a operação da TV Rio Claro foi obtida do Ministério das Comunicações pelo professor Aldo Zottarelli Júnior, diretor da Sociedade Rio-clarense de Ensino, que praticava atividades voltadas à televisão e planejava colocar no ar uma emissora educativa. Após a outorga ser liberada para funcionamento, foi estipulado um prazo de 180 dias para que a estação fosse posta no ar. A primeira transmissão da TV Rio Claro, realizada em 7 de setembro de 1990, foi iniciada com José Edmundo Silva proferindo a oração de São Francisco de Assis enquanto era emitida uma imagem de Jesus Cristo, e sucedeu-se com a apresentação dos membros da equipe da emissora, um pronunciamento de Zottarelli Júnior, seu diretor-geral, que agradeceu entre outras pessoas ao prefeito de Rio Claro Azil Brochini e ao presidente Fernando Collor, a gravação da ocasião da assinatura da concessão e uma partida de basquetebol entre o Rio Claro Basquete e um time de Lençóis Paulista.
Inaugurada com poucos recursos, a TV Rio Claro não dispunha de estúdio e equipes de reportagem, sendo formada por radialistas da cidade. A emissora tinha em sua programação produções jornalísticas e esportivas, gravações de shows, apresentações da Orquestra Sinfônica de Rio Claro e transmissões de eventos locais, além de retransmitir a TV Educativa do Rio de Janeiro. Em 14 de agosto de 1992, a estação promoveu seu primeiro debate entre os candidatos a prefeito do município, em que foram formuladas perguntas de jornalistas e populares.
Em 3 de janeiro de 1996, a Sociedade Rio-clarense de Ensino, com a TV Rio Claro, passou a ser mantida pelos Missionários Claretianos do Brasil, que iniciaram a expansão da cobertura da emissora na região e ampliaram o foco jornalístico na programação. No mesmo ano, foi criado o Troféu Presença, premiação da estação a pessoas que contribuíam para o desenvolvimento e projetos sociais na cidade. O desenho do troféu foi criado pela artista plástica Lúcia Friedrich.
Em março de 1998, a TV Rio Claro foi lacrada pela delegacia do Ministério das Comunicações, que alegou a existência de irregularidades nos equipamentos de ligação do estúdio a uma transmissora e abriu um inquérito para apurar o caso. A estação permaneceu fora do ar enquanto a troca de equipamentos era realizada a pedido do ministério.
Na década de 2000, a Sociedade Rio-clarense de Ensino foi desmembrada na Ação Educacional Claretiana, que chegou a ser mantenedora da TV Rio Claro, e na Fundação Claret, criada em 2004 e que passou a gerir a emissora, num período em que também inaugurou a Claretiana FM em Batatais e em Rio Claro. Em novembro de 2005, a TV Cultura procurou pela estação para propor uma afiliação. A TV Rio Claro, que contava com um planejamento de investir em toda a sua estrutura, inclusive na expansão da transmissão, acordou com o projeto, cujas negociações foram fechadas em junho de 2006. Assim, visando ampliar sua área de abrangência, a emissora teve seu nome mudado para TV Claret em 21 de julho, quando também foi criada a Rede Claret de Comunicação, sua nova gestora, pertencente à Fundação Claret. A estação afiliou-se à TV Cultura em 7 de setembro de 2007 e passou a atingir trinta cidades a partir de Rio Claro — antes da parceria, cinco recebiam o sinal.
Em janeiro de 2013, a TV Claret tornou-se afiliada da TV Brasil, e em 24 de dezembro de 2014, da Rede Século 21.

## Sinal digital
| Canal virtual | Canal digital | Resolução de tela | Programação                            |
| ------------- | ------------- | ----------------- | -------------------------------------- |
| 45.1          | 45 UHF        | 1080i             | TV Claret / Rede Século 21 / TV Brasil |

A TV Claret recebeu a consignação para transmitir em sinal digital pelo canal físico 18 UHF em Rio Claro em 13 de fevereiro de 2012, e posteriormente iniciou sua operação, ativando o canal virtual 19.1. Em 2017, transferiu-se para o 45.1 virtual, e em 2018, para o 45 UHF físico.
Transição do sinal analógico para o digital
Com base no decreto federal de transição das emissoras de TV brasileiras do sinal analógico para o digital, a TV Claret, bem como as outras emissoras de Rio Claro e de outras cidades da região intermediária de Campinas, cessou suas transmissões pelo canal 19 UHF em 17 de janeiro de 2018, seguindo o cronograma oficial da ANATEL.